# Tiangou

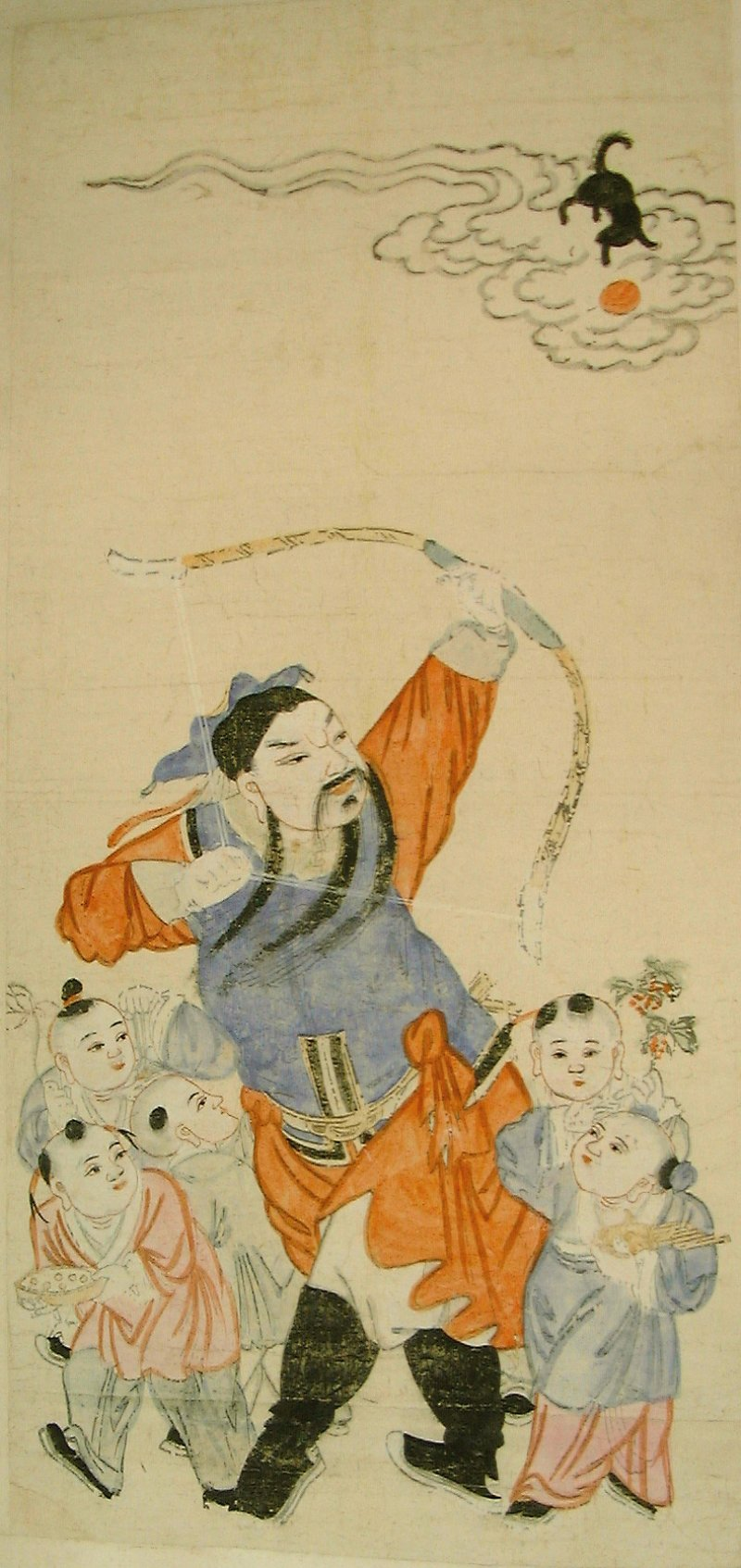
Zhang Xian disparando a un tiangou para proteger a sus hijos agrupados sobre él

El tiangou (chino: 天狗; pinyin: tiāngǒu; Wade–Giles: t'ien1-kou3; literalmente: "Perro Celestial") es una criatura legendaria de China. El tiangu recuerda a un meteorito o perro negro, que se creía que se comía la Luna durante un eclipse. 
Era costumbre tocar campanas, tirar petardos y retiñir el gong para asustarlo y hacerle escupir la Luna. También se usan amuletos para proteger a los niños.

## Mitos
Hay una historia en la que el emperador Sung, Jen Tsun soñó una noche con un joven atractivo de piel blanca y pelo negro que llevaba un arco. El hombre le dijo que la estrella Tiengou estaba en el cielo amenazando a la tierra y la Luna y que, mientras estuviese en la tierra, devoraría a los niños pequeños. Solo su presencia lo mantendría a raya. El emperador se despertó y ordenó que se mostrara su imagen en público.
Está claro por el número de referencia a los emperadores de los Sung que Chang Hsien (Zhang Xian) era una especie de patrón para ellos, por el hecho de animar su culto y creación de mitos. Zhang Xian (Chino: 張仙; pinyin: Zhāng Xiān) es el enemigo del tiangou. Se dice que protege a sus niños de él con el arco y las flechas. A veces se le muestra apuntando al cielo, esperando que aparezca.
El Perro Celestial no siempre es temido o despreciado. Su maestro es Erlang Shen, sobrino del Emperador de Jade. Erlang es considerado como un mago que finalmente fue capaz de capturar a Mono. Hay muchos historias de Erlang y su Perro Celestial, aunque, Erlang es eclipsado por su mascota. En una historia dice así:
Había una diosa en la montaña Wah Shan cuyo nombre era Shing Mo. Shing Mo se enamoró con un mortal, se casaron y tuvieron un hijo llamado Chan Heung (un tipo de madera aromática). El Emperador de Jade estaba bastante disgustado con su conducta y pidió que volviera al Cielo. Ella se negó, por lo que envió a Erlang y Tiengou para traerla. A su llegada a Wah Shan, se encontraron con una feroz tormenta y un rayo crepitó en el cielo. Como en este tipo de batallas, cada participante tiene un surtido de trucos y transformaciones. Sin embargo, tras la temible batalla Shing Mo fue capturada y como castigo, encerrada en la montaña con el sello del Emperador.
Conforme pasaron los años, su esposo tomó a otra esposa y tuvo otro hijo. Ambos hijos se encontraron en la capital y allí el primero sobresalió en los exámenes. Antes de tomar su puesto, pidió volver a casa.
Conforme se acercaba a su casa, oyó un fuerte lamento y preguntando quién estaba allí, descubrió que era su madre. No la conocía puesto que su padre nunca le contó la verdad. Cuando se recuperó del susto, le preguntó si podía hacer algo para liberarla, pero ella le dijo que no había nada que hacer. Sin embargo, apareció la criada de Shing Mo, Ling-chi y le dio un hacha mágica, diciéndole que eso podía romper el sello. Rompió el sello en el acto y liberó a su madre, reuniéndose con gran alegría. 
La alegría duró poco puesto que llegaron noticias de que el hermano menor había herido accidentalmente al hijo del primer ministro y que amenazaban con ejecutarle. Aunque no era su hijo, Shing Mo usó sus poderes mágicos y lo salvó. Shing Mo volvió con su marido y su otra esposa y vivieron felices para siempre.
En esta historia se revela que Erlang y Tiangou no eran más que los matones del Emperador de Jade.